# 스콧 킨저리
스콧 M. 킨저리(Scott M. Kingery, 1994년 4월 29일 ~ )는 미국의 야구 선수로, 메이저 리그에 소속되어 있는 필라델피아 필리스의 내야수이다.